# 山下臨港線プロムナード
山下臨港線プロムナード（やましたりんこうせんプロムナード）は、神奈川県横浜市中区の新港地区と山下公園とを結ぶ遊歩道。過去の国鉄山下臨港線跡を流用して建造されたもので、港湾環境整備施設（港湾緑地）として整備されている。
なお本項では、かつて存在した東海道本線の貨物支線である山下臨港線（やましたりんこうせん）と、山下臨港線の廃線跡を利用した横浜博覧会臨港線についても記述する。貨物支線としての詳細は「高島線」の記事を参照のこと。

## 概要
横浜税関付近から大さん橋入口を経て、山下公園西端を結ぶ500mほどの遊歩道である。遊歩道の大半が線路の高架橋部分を流用して造営されているため、大半の部分が高架となっており、大さん橋と山下公園の付近では設置された階段やスロープから遊歩道へ出入りすることになる。
2002年に設定された、桜木町駅から港の見える丘公園を経路とする散策コース「開港の道」の一部として位置づけられ、その中間地点に当たる。

## 沿革
- 1965年（昭和40年）7月1日 - 国鉄東海道本線 横浜港駅〜山下埠頭駅間の2.1kmが開通（非電化単線）。
- 1982年（昭和57年）11月15日 - 横浜港駅が横浜港信号場に降格。
- 1986年（昭和61年）11月1日 - 横浜港信号場〜山下埠頭駅間廃止。ただし麦芽輸送は継続。
- 1987年（昭和62年）2月28日 - 麦芽輸送廃止。
- 1989年（平成元年）3月25日〜10月1日 - 横浜博覧会協会臨港線として、日本丸駅〜山下公園駅間において気動車の旅客列車を運行。
- 2002年（平成14年）3月2日 - 山下臨港線プロムナード完成。

## 山下臨港線

### 開通までの経緯

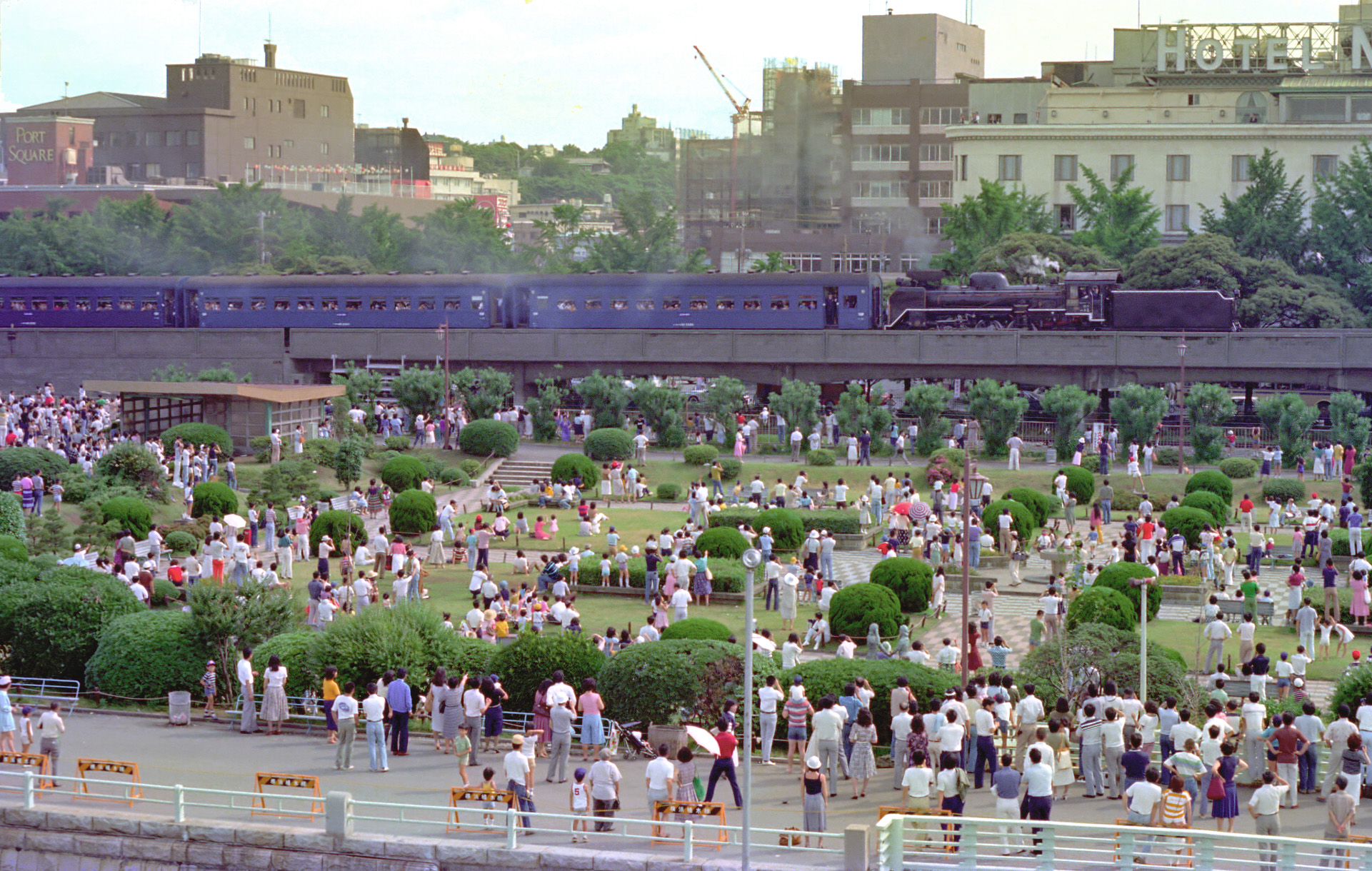
山下公園内の高架を走る記念列車、横浜開港120周年号
（1980年6月）

昭和30年代、山下公園の東側に山下埠頭が造成されることから既に新港埠頭（当時）の横浜港駅まで敷かれていた国鉄高島線（通称）の線路を山下埠頭まで伸ばして貨物駅を設置し貨物輸送を行う計画が持ち上がった。しかし、線路が山下公園内の敷地内を通過することから景観を理由に地元で反対の声が起こったため、公園の道路側に景観への配慮を重視した構造の高架を建設することになり、1961年から工事が着手され1965年に完成した。
位置付けとしては国鉄東海道本線の貨物支線であったが、名称については「山下臨港線」の他にも「山下埠頭線」「臨港貨物線」「公共臨港線」「神奈川臨港線」などの様々な通称がつけられた（本項では以降「山下臨港線」と表記する）。
横浜港駅から先の線路の所有者は横浜市港湾局で、山下埠頭駅の業務運営は神奈川臨海鉄道が行っていた。

### 廃止へ
横浜市六大事業の都心部強化事業により沿線の大部分が再開発地域になり、みなとみらい地区や本牧埠頭・大黒埠頭が造成され、山下埠頭の重要度は低下していった。またモータリゼーションにより鉄道輸送から自動車輸送へシフトしたことから貨物列車の運行頻度が低下していたこともあり、山下臨港線は1986年に廃止された。なお廃止後も山下埠頭駅にあったキョクレイの麦芽積込施設が本牧埠頭駅に移転するまでの間、鉄道による輸送は続けられていた。

### 貨物駅
- 横浜港信号場
- 山下埠頭駅

## 横浜博覧会臨港線

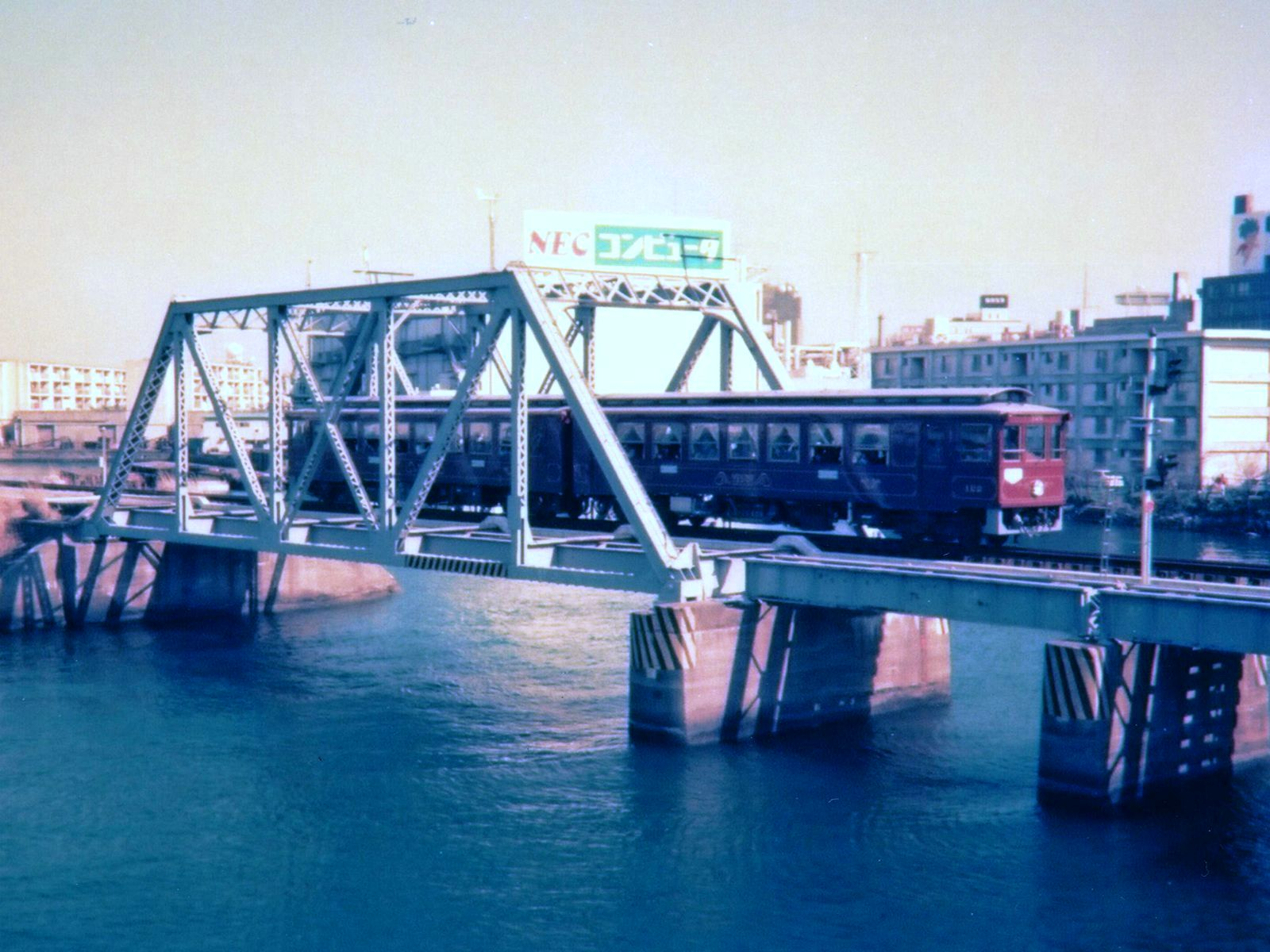
横浜博覧会臨港線を走行する浜風号（1989年）

1989年（平成元年）に開催された横浜博覧会の旅客輸送と横浜都心部の観光に活用するため、旧 山下臨港線の一部を日本国有鉄道清算事業団などから借用して改修し、財団法人横浜博覧会協会が横浜博覧会臨港線として営業。1987年12月、第一種鉄道事業免許取得、1988年11月完成。横浜博覧会初日の1989年3月25日から最終日の10月1日までの運行であった。単線（一部複線）、営業キロ2,066 m、運行速度45km/h、所要時間5分、運賃 大人400円・小人200円、乗客数1,475,738人。

### 駅

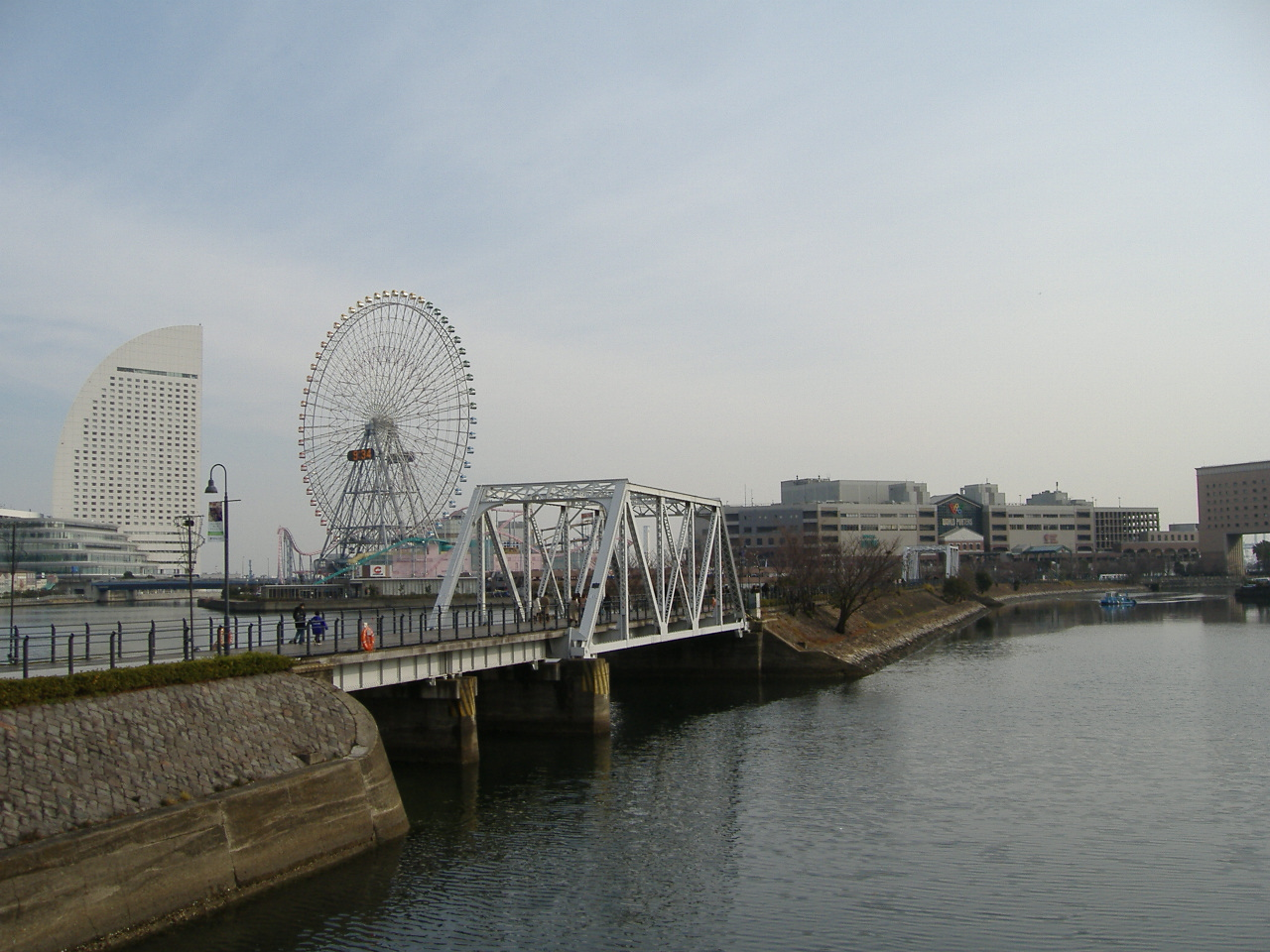
汽車道の港1号橋梁
左側の土手の部分に日本丸駅が設置されていた。

駅舎は初代横浜駅駅舎（現桜木町駅）をイメージしたデザインで、駅員の制服もクラシックなデザインを採用していた。
- 日本丸駅（日本丸メモリアルパーク内、日本丸交差点前）
- 山下公園駅（山下公園おまつり広場前）

### 車両
当初は日本の鉄道発祥の地をアピールするため、品川駅から日本丸駅まで蒸気機関車 (SL) を運行させる計画があった。東日本旅客鉄道（JR東日本）もそれを前提に静態保存されていた国鉄D51形蒸気機関車498号機を復元した。しかし、1972年10月の鉄道100年記念号 (C57 7) や、1980年6月の「横浜開港120周年号」 (C58 1) で、沿線に見物客・鉄道ファンがつめかけ、撮影のために線路内に侵入する者もおり混乱した経験があった。SLを運行するには安全確保のために沿線の各所に警備員を置かねばならず、それにより横浜博覧会協会が負担する費用が膨大になることがわかったため取りやめられた。
その代替としてレトロ調の新潟鐵工所製の気動車2編成4両（緑色：汐風号〈111・112〉、えんじ色：浜風号〈121・122〉、定員104人/両）が1989年（改元時期と重なり銘板は「昭和64年製」）に新造され、線内を走行した。横浜博覧会の閉会後、この気動車は三陸鉄道へ譲渡され、36-300形・400形気動車として使用された後、横浜港から船に乗せられミャンマー国鉄へ売却された。

## プロムナードの整備
廃線後、旧山下臨港線部分の線路と高架脚は長らく放置されていたが、地元から山下公園内の景観復活を求める声が強くなったため、公園敷地内の高架については撤去する工事が開始され2000年までに撤去を完了した。
一方、1997年に桜木町から新港までの廃線跡が遊歩道の「汽車道」として整備されていたことから、山下公園より西側に残されていた山下臨港線跡の高架については汽車道同様に遊歩道とされることになり、新港地区の新港橋梁から山下公園手前の高架までを整備の後、2002年に「山下臨港線プロムナード」として一般開放された。今後の方針として、2009年に開園した象の鼻パーク頭上部分については周辺の整備と共に一部撤去となる可能性がある。
なお、2007年現在も山下埠頭の道路上には山下臨港線の線路跡が残存している。